# Denkmal für den Völkermord an den Armeniern in Istanbul

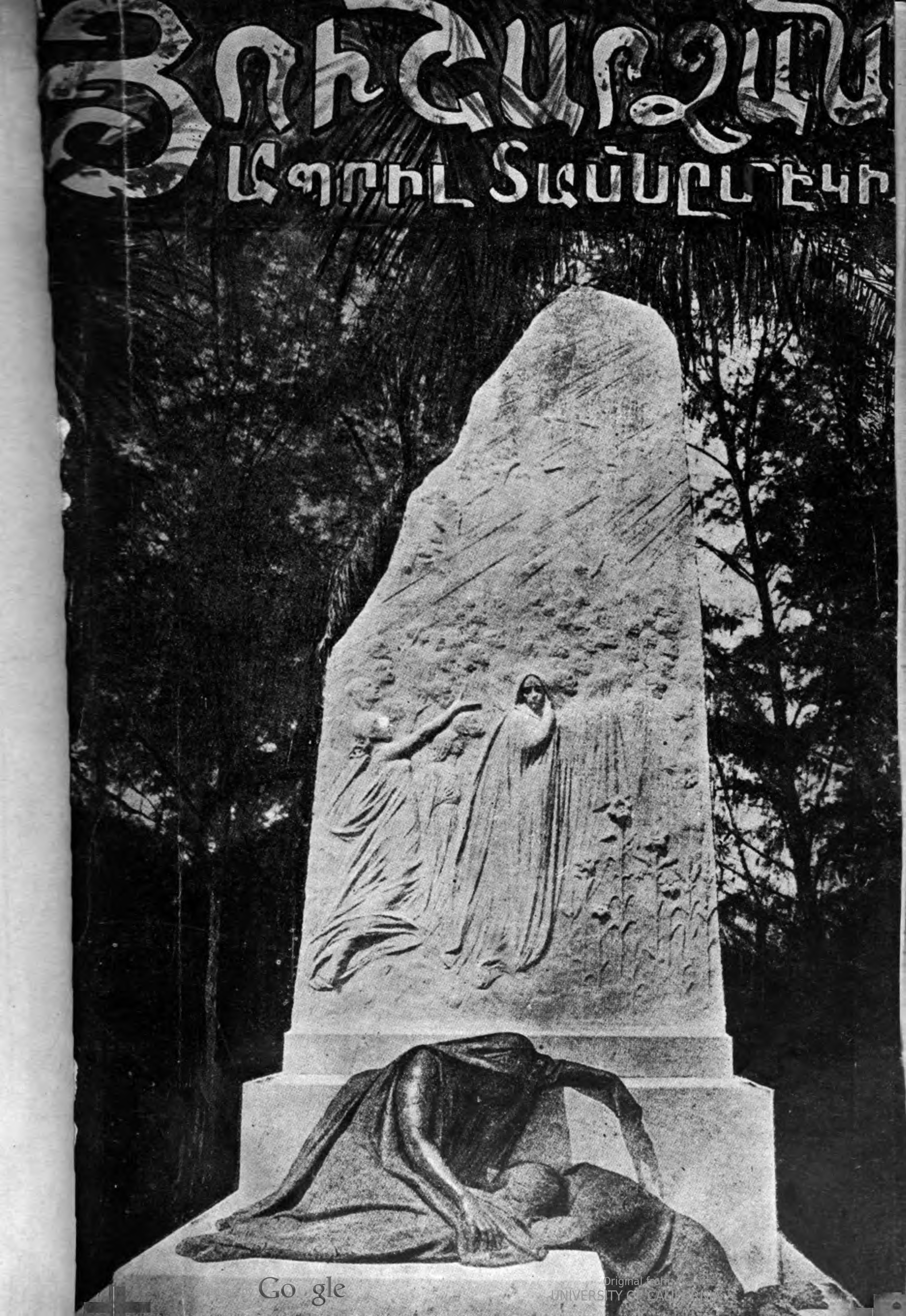
Denkmal für den Völkermord an den Armeniern in Konstantinopel. Buchtitel Huşartsan von Teotig (1919)

Das Denkmal für den Völkermord an den Armeniern in Istanbul, auch bekannt als Huşartsan, war das erste Denkmal, das den Opfern des Völkermords an den Armeniern gewidmet war. Es wurde 1919 am Ort des heutigen Gezi-Parks in der Nähe des Taksim-Platzes in Istanbul in der Türkei errichtet. Das Denkmal bestand aus Marmor und befand sich auf dem Gelände des ehemaligen armenischen Friedhofs Pangaltı. 1922 wurde das Denkmal während der türkischen Nationalbewegung entfernt und ging anschließend unter unbekannten Umständen verloren.

## Geschichte

### Hintergrund
1915/16 wurden mehr als die Hälfte der 1,5–2 Millionen osmanischen Armenier Kleinasiens getötet. Nach der osmanischen Niederlage im Ersten Weltkrieg besetzten die Alliierten verschiedene Teile des Osmanischen Reiches. Die Briten übernahmen die Kontrolle über Konstantinopel und den Bosporus. In dieser Zeit wurde am 24. April (Rumi-Kalender: 11. April), dem Tag, an dem die Deportation armenischer Intellektueller begann, die erste Gedenkfeier zum Völkermord organisiert. Die Gedenkfeier, die von einer Gruppe von Überlebenden des Völkermords organisiert wurde, fand 1919 in Istanbul in der armenischen Dreifaltigkeitskirche statt. Viele prominente Persönlichkeiten der armenischen Gemeinde nahmen an der Gedenkfeier teil. Nach seiner ersten Gedenkfeier im Jahr 1919 wurde das Datum zum jährlichen Gedenktag für den Völkermord an den Armeniern.

### Einweihung des Denkmals
Nach der ersten Gedenkfeier wurden Pläne umgesetzt, ein Denkmal für die Opfer des Völkermords zu errichten. Zur Durchführung des Projekts wurde ein Komitee gebildet. Es wurde schließlich 1919 errichtet und befand sich auf dem Gelände des armenischen Friedhofs Pangaltı. Der Friedhof, der später in den 1930er Jahren auf Veranlassung der türkischen Regierung abgerissen und beschlagnahmt wurde, befand sich im heutigen Gezi-Park in der Nähe des Taksim-Platzes in Istanbul.
1922, während des Wiederauflebens der türkischen Nationalbewegung, wurde das Denkmal demontiert und ging anschließend unter unbekannten Umständen verloren. Laut dem Historiker Kevork Pamukçuyan wurde der Sockel des Denkmals zuletzt in den Gärten der Harbiye-Militärkaserne (in der sich heute das Istanbuler Militärmuseum befindet) gesehen.

## Vermächtnis
Das Denkmal wurde 1919 auf dem Cover des der Erinnerung an die Opfer des Völkermords gewidmeten Buches des armenischen Schriftstellers und Verlegers Teotig abgebildet.
Während der Proteste im Gezi-Park forderten Aktivisten den Wiederaufbau der Gedenkstätte. Cengiz Algan, führendes Mitglied einer NGO namens Dur De („Sag Stopp“), drückte seine Unterstützung für den Wiederaufbau des Denkmals aus, indem er sagte:

„Die Kemalisten beschlagnahmten das Land der Armenier in den 1940er Jahren. Die Treppen des Gezi-Parks wurden aus armenischen Grabsteinen gebaut. Die Armenier wurden getötet. Doch Zehntausende haben überlebt und versuchen, die Tragödie ihrer Vorfahren in diesem Land zu beweisen. Wir beabsichtigen, die Menschen an den Völkermord zu erinnern, nicht die Wahrheit zu verbergen. Wir möchten die Besucher des Gezi-Parks darüber informieren, dass hier 1919 ein Denkmal für die Opfer des Völkermords an den Armeniern stand. Und wir hoffen, dass eines Tages an dieser Stelle ein neues Denkmal für die Opfer des Völkermords errichtet wird“